# Peter Karoshi

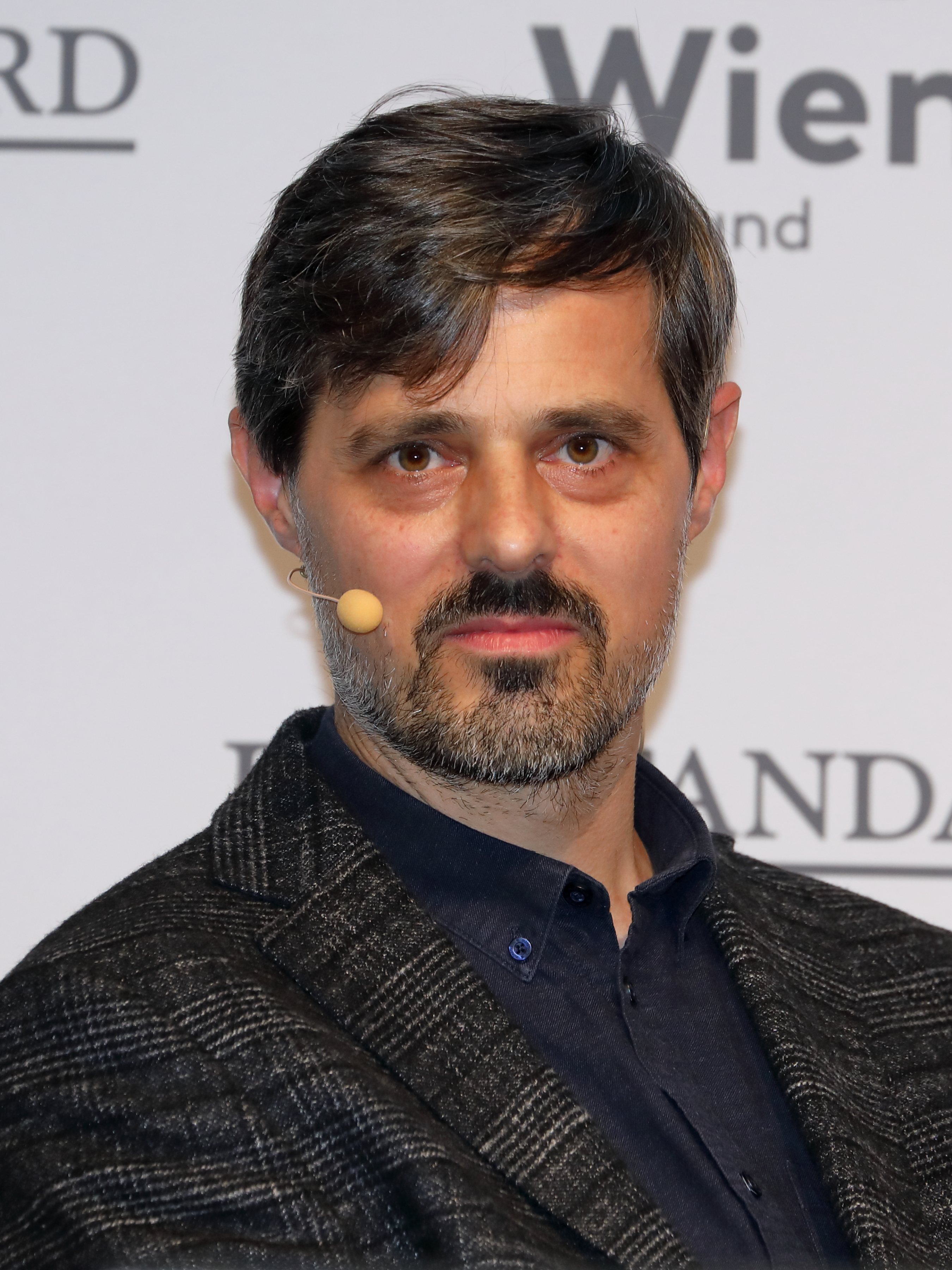
Peter Karoshi auf der Buch Wien 2022

Peter Karoshi (* 1975 in Graz) ist ein österreichischer Schriftsteller und Historiker.

## Leben
Peter Karoshi studierte Geschichte, Anglistik und Amerikanistik an der Universität Graz. Das Studium schloss er als Magister ab, die Diplomarbeit schrieb er 2000 zum Thema Die Erinnerung an das Reich der Habsburger in Erster Republik und dem ständestaatlichen Österreich: ein „Ort des Gedächtnisses“.
Von 1999 bis 2005 war er am transdisziplinären Spezialforschungsbereich Moderne – Wien und Zentraleuropa um 1900 im Fachbereich Österreichische Geschichte in Graz tätig und forschte über Heterogenitäten, Pluralitäten und Gedächtniskulturen in Vielvölkerstaaten.
2009 erschien sein erster Roman Grünes, grünes Gras im Milena Verlag. Sein 2021 im Leykam Buchverlag veröffentlichter Roman Zu den Elefanten wurde im August 2021 für den Deutschen Buchpreis und im März 2022 für den European Union Prize For Literature nominiert. Peter Karoshi lebt in Wien.

## Publikationen (Auswahl)
- 2009: Grünes, grünes Gras, Roman, Milena Verlag, Wien 2009, ISBN 978-3-85286-180-7
- 2021: Zu den Elefanten, Roman, Leykam Buchverlag, Graz 2021, ISBN 978-3-7011-8187-2

## Auszeichnungen und Nominierungen
- 2021: Longlist des Deutschen Buchpreises mit Zu den Elefanten[5][6]
- 2022: Nominierung für den Literaturpreis der Europäischen Union mit Zu den Elefanten[9]
- 2022: Literaturförderungspreis der Stadt Graz[10][11]